# Белоруска гркокатоличка црква
Белоруска гркокатоличка црква (блр. Беларуская грэка-каталіцкая царква, БХКЦ) је једна од 23 Источне католичке цркве sui iuris (по свом праву) у заједништву с другим црквама источног обреда и у пуном заједништву с римским папом којег признаје за поглавара. Белоруска гркокатоличка црква је регулисана Источним канонским правом, односно Закоником канона источних цркава.

## Историја
Белоруска католичка црква сматра се традиционалном белоруском црквом која је прихватила надлежност Светог Оца у Риму након пада и деградације цркве у Константинопољу током 15. и 16. века. Као резултат договора између белоруских црквених поглавара и Свете столице у Риму, 1596. године створена је Брестовска унија. Тим чином сви Белоруси заједно са Украјинцима прихватили су надлежност Рима, али су задржали властити византски црквени обред и друга затражена права.
Ипак у периоду између два светска рата призната је као црква sui iuris (тј. са властитим правима). После Првог светског рата у подручјима која су припадала Пољској бројала је око 30.000 верника, 1931. године је именован апостолски визитарор док је 1940. године именован властити егзарх, који пак због рата није могао нормално деловати.
Пошто су подручја источне Пољске после Другог светског рата припала Совјетском Савезу, долази до присилног спајања Белоруске гркокатоличке цркве с Руском православном црквом. После рата је било неколико заједница у Пољској као и неколико заједница Белоруске гркокатоличке цркве састављених од емиграната у САД и западној Европи.
Са настанком независне републике Белорусије, 1991. године, оживљава поновно традиција Белоруске гркокатоличке цркве и источно од реке Буг и настају поновно жупе с неколико хиљада верника. Због малог броја верника Света Столица није Белоруској гркокатоличкој цркви дозволила успоставу властите хијерархије. Уместо тога постаје подложна римо-католичким бискупијама.<ref name="ReferenceA/">
Као подршку Белоруској гркокатоличкој цркви, Папа Јован Павле II је 1993. године, именовао додатног апостолског визитатора, архимандрита Сергијуса Гајека. У папинским документима је Белоруска гркокатоличка црква означена као заједница, а не као одвојена црква, и она је потпуно подређена латинском црквеном обреду, иако се на црквене послове примењује специјално црквено право за гркокатолике.